# Antonio Tagliaferri

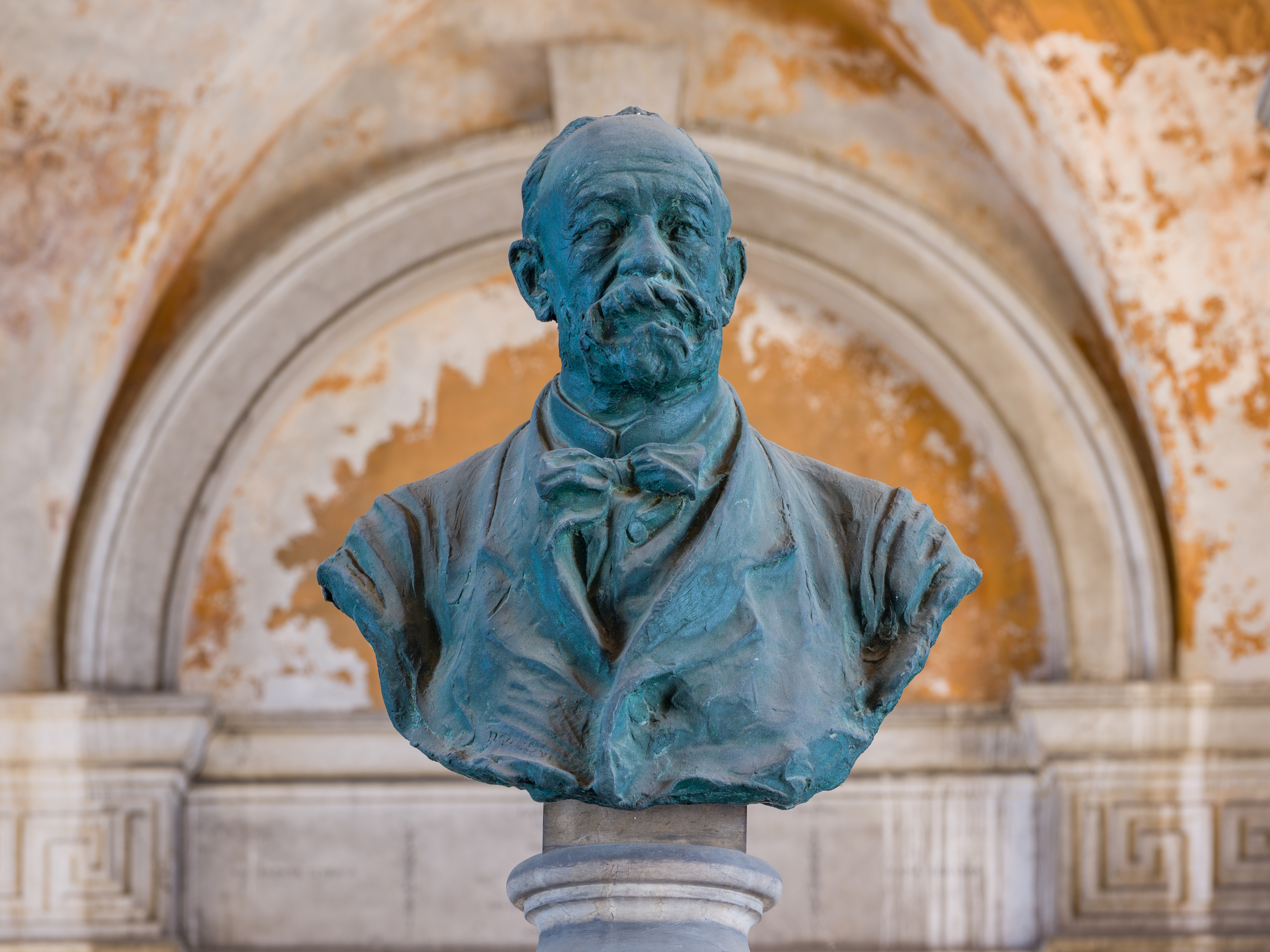
Busto di Antonio Tagliaferri di Domenico Ghidoni nella sala II del Cimitero monumentale di Brescia.

Antonio Tagliaferri (Brescia, 9 febbraio 1835 – Brescia, 20 maggio 1909) è stato un architetto italiano.

## Biografia
Figlio di Giovanni Tagliaferri e della contessa Cecilia Carini, studia prima alla scuola dell'architetto Rodolfo Vantini e poi all'Accademia di Brera a Milano fra il 1856 e il 1859, distinguendosi per le sue particolari doti nei corsi di architettura e di prospettiva. Nel 1857 riceve una menzione onorevole all'Esposizione bresciana per un progetto di fontana da collocarsi in piazza Loggia a Brescia. Dal 1864 diventa socio dell'Ateneo di Brescia e poco dopo entra a far parte di tutte le commissioni artistiche e culturali comunali: Deputazione all'ornato, Commissione della Pinacoteca Tosio Martinengo, Commissione Conservatrice dei Patri Monumenti e Capi d'Arte. Diventa anche membro di commissioni per la salvaguardia del patrimonio storico artistico della provincia, per l'erezione dei monumenti celebrativi e per la partecipazione a varie esposizioni.
Nel 1882 apre uno studio a Milano in Corso Venezia 36 per meglio gestire l'attività progettuale avviata con la committenza milanese-brianzola, occasione che gli permette peraltro di ottenere ampi riconoscimenti, oltre che di intessere fitti rapporti con Camillo Boito, Luca Beltrami, Luigi Bisi e con i più aggiornati fermenti culturali che afferivano alla Scapigliatura. Si rivela un architetto molto versatile, tanto nella progettazione ex novo, di gusto eclettico, quanto nel restauro di antichi monumenti. Parallela all'attività di architetto vi fu, durante tutta la sua carriera, quella di pittore, prediligendo soprattutto la tecnica dell'acquerello, di cui si ha la più compiuta espressione nella serie di bozzetti progettuali realizzati per lo studio e l'ambientazione di molte sue realizzazioni.
Si lega inoltre all'associazione bresciana Arte in Famiglia della quale diviene presidente per diversi anni. Stringe amicizia e rapporti di collaborazione con vari scultori come Domenico Ghidoni, e pittori come Cesare Bertolotti, Modesto Faustini e Manziana.
Dal 2010 il Fondo archivistico di Antonio e Giovanni Tagliaferri e Odoardo Tabacchi è custodito dalla Fondazione Ugo Da Como di Lonato del Garda a seguito della donazione della Famiglia Tagliaferri.

## Le opere

### A Brescia

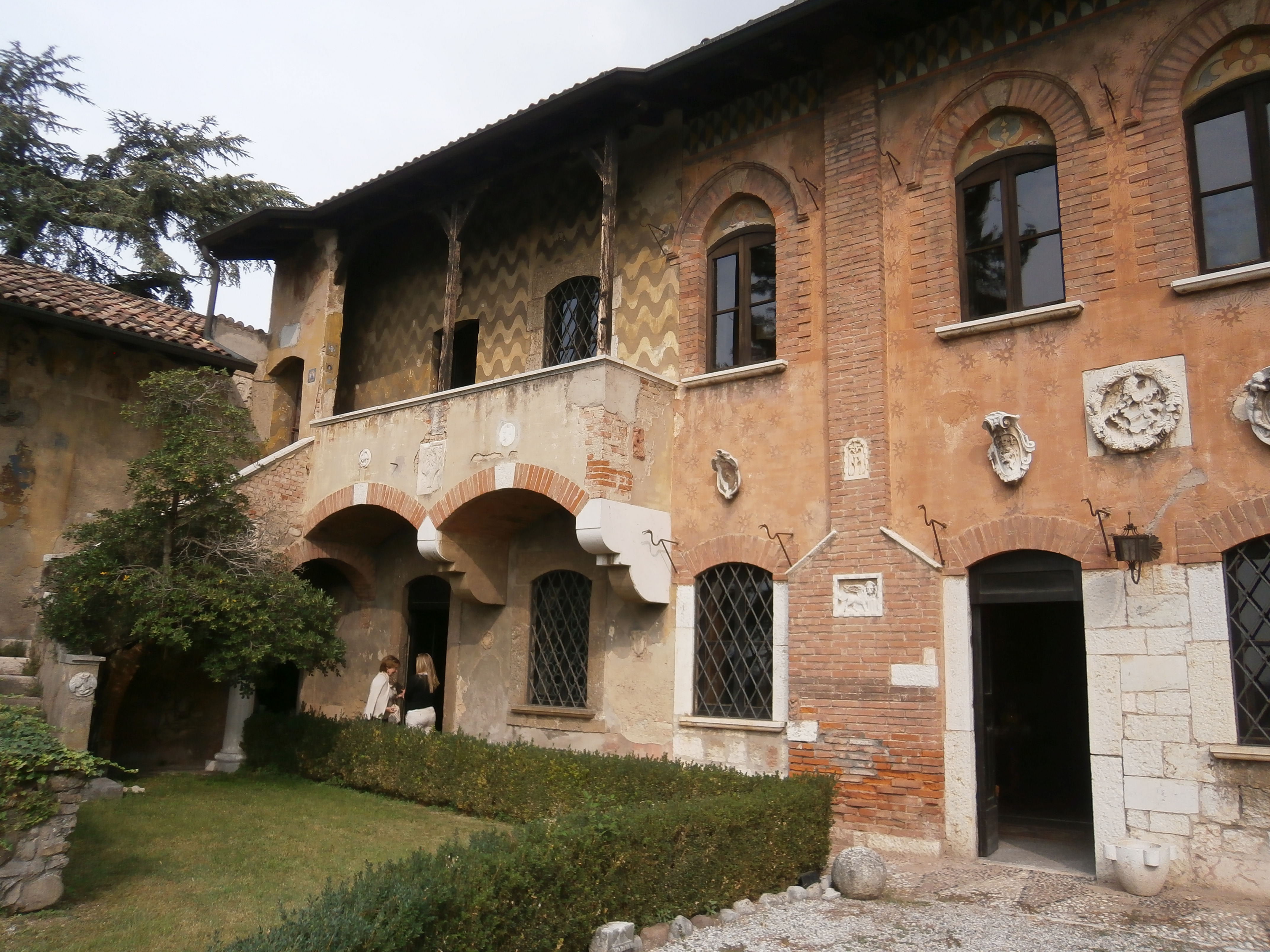
Lonato del Garda, Casa del Podestà

L'impegno profuso per la città di Brescia e per la provincia comprese i campi più disparati e portò ad esiti notevoli. Fra le opere maggiori si ricordano l'ammodernamento di corso Magenta, a partire dal 1865, la ricostruzione in stile neogotico del santuario di Santa Maria delle Grazie (1875-1907), il progetto per il completamento del palazzo della Loggia (1873-1892), il basamento del monumento ad Arnaldo da Brescia (1877-1880) nell'omonimo piazzale Arnaldo; senza contare poi il progetto per la sede del Credito Agrario Bresciano (1904-1908), in piazza del Duomo, e anche la facciata occidentale di palazzo Martinengo da Barco in stile neorinascimentale, nel 1898.
Numerosi anche i progetti in città di monumenti celebrativi, fra i quali quello già citato ad Arnaldo da Brescia, a Giuseppe Garibaldi (1884-1888), a Tito Speri (1885), al Moretto (1894-1898), ai Caduti Martiri delle Dieci giornate di Brescia (1904) e a Giuseppe Zanardelli (1908).

### In provincia
Ebbe commissioni dai maggiori esponenti dell'aristocrazia e della borghesia bresciana come i Lechi, i Fenaroli (per i quali ristrutturò la villa di Fantecolo di Provaglio d'Iseo) e i Capitanio. Il ricchissimo banchiere Gaetano Bonoris, ad esempio, gli affidò la progettazione del castello di Montichiari, poi non realizzato secondo la versione di Tagliaferri. Concorse all'ideazione di importanti monumenti nazionali come quello alle Cinque giornate di Milano (1880) e quello dedicato a Vittorio Emanuele II a Roma (1881). Partecipò anche al concorso per il completamento della facciata del Duomo di Milano (1901). Progettò a Lonato il restauro della Casa del Podestà e la villa De Riva Sabelli e a Toscolano Maderno la villa estiva per Giuseppe Zanardelli. A Legnano realizzò invece il progetto di Villa Dell'Acqua-Lazzati-Bombelli, classico esempio di dimora padronale di inizio XX secolo.